# Новости в классике
«Но́вости в кла́ссике» — вечерняя информационно-развлекательная программа на радиостанции Коммерсантъ FM. Регулярно выходила с апреля 2012 года по апрель 2013 года в прямом эфире по вторникам, средам и четвергам с 19:00 до 20:00 в рамках вечернего информационного шоу Андрея Норкина.
Первоначальные варианты названия: «Игра в классики», «Игра в новости».
Ведущие шоу в течение часа обсуждали самые интересные темы дня, искали аналогии событиям в литературе, музыке, кино и истории.
Талисманом программы и её «соведущей» была рыжая редакционная кошка Д’Ивуар.

## Ведущие
- Андрей Норкин — журналист, радиоведущий
- Дмитрий Быков — писатель, публицист, общественный деятель

Когда Дмитрий Быков не мог лично присутствовать в студии, он выходил в эфир по телефону и Skype. Во время отпуска или болезни Андрея Норкина заменяют линейные ведущие радиостанции, в частности, Ксения Туркова и Алексей Корнеев.

## Интересные факты
- Ежедневная аудитория шоу, по данным TNS Россия за январь 2013 года, составляет 208 710 чел.
- Во время шоу в прямом эфире у «соведущей» кошки Д’Ивуар родился пятый котёнок[2].
- В июле 2012 стартовала онлайн-видеотрансляция шоу на канале радиостанции Коммерсантъ FM в YouTube.
- В марте 2013 года шоу «Новости в классике» стало лауреатом премии в области сатиры и юмора «Золотой Джокер MAXIM JAMESON 2013» в номинации «Радио»[3].
- В одном из промороликов, звучавших в эфире Коммерсантъ FM, Дмитрий Быков дал такое определение шоу: «Новости в классике» — это программа, полная хамства, насмешек и срама./ Гнусности, хохмы, намёки, вранье./ В общем, не надо вам слушать её".